# Jüdische Gemeinde Obergimpern
Eine jüdische Gemeinde in Obergimpern, einem Stadtteil von Bad Rappenau im Landkreis Heilbronn im  nördlichen Baden-Württemberg, hat seit dem späten 16. Jahrhundert bestanden. Die höchste Mitgliederzahl der jüdischen Gemeinde betrug um 1825 etwa 67 Personen.

## Geschichte
Erstmals wurden Juden 1586 und 1589 erwähnt, die jedoch 1590 ausgewiesen wurden. In der Mitte des 17. Jahrhunderts siedelten sich wieder vereinzelt Juden an, danach gab es durchgängig ab der Mitte des 18. Jahrhunderts  eine jüdische Gemeinde in Obergimpern. Im Jahr 1775 gab es sieben jüdische Familien. Bis 1807 diente ein „Schlupfwinkel“ in einem jüdischen Wohnhaus als Betraum, 1810 wurde eine bescheidene Synagoge errichtet, die bei judenfeindlichen Ausschreitungen im Oktober 1830 beschädigt wurde. Bis 1832 kam es wiederholt zu Ausschreitungen, deren Auslöser zumeist Forderungen nach Gleichbehandlung bei der Bürgerholzgabe waren. 1882 wurde die Synagoge umfassend renoviert. Durch Ab- und Auswanderung ging die Anzahl jüdischer Einwohner bis 1925 auf 25 Personen zurück.
Die jüdische Gemeinde Obergimpern gehörte ab 1827 zum Bezirksrabbinat Sinsheim. Ihre Toten wurden auf dem Jüdischen Friedhof Heinsheim und dem Jüdischen Friedhof Waibstadt bestattet.
Bereits um 1930 war es oft nicht mehr möglich, den für einen Gottesdienst nötigen Minjan zusammenzubringen, so dass die Synagoge noch vor 1938 an die katholische Kirche verkauft wurde, die das Gebäude bis nach dem Zweiten Weltkrieg für die Gemeindearbeit nutzte. Nach 1962 wurde das Gebäude wegen Baufälligkeit abgerissen.

## Nationalsozialistische Verfolgung
Über die Hälfte der Juden wanderte nach den USA (5), Palästina (3) und Argentinien (3) aus, 2 verzogen nach Karlsruhe. (…) Die letzten jüdischen Einwohner wurden am 22. Oktober 1940 nach Gurs deportiert, darunter David und Flora Grombacher, die 1942 nach Auschwitz verschleppt wurden, wo sie umkamen. (Angerbauer/Frank, S. 186)
Das Gedenkbuch des Bundesarchivs verzeichnet zwölf in Obergimpern geborene jüdische Bürger, die dem Völkermord des nationalsozialistischen Regimes zum Opfer fielen.

## Bürgerliche Namen
Als alle Juden in Baden 1809 erbliche Familiennamen annehmen mussten, nahmen die acht Familien der Obergimperner Juden mit insgesamt 41 Personen folgende Namen an: Grombacher, Kaufmann, Mosbacher, Stammhalter, Stein, Strauß, Waldörfer und Zimern.

## Gemeindeentwicklung
| Jahr | Gemeindemitglieder |
| ---- | ------------------ |
| 1753 | 2 Familien         |
| 1775 | 27 Personen        |
| 1801 | 5 Familien         |
| 1809 | 41 Personen        |
| 1825 | 67 Personen        |
| 1875 | 56 Personen        |
| 1900 | 34 Personen        |
| 1933 | 17 Personen        |